# (6230) Fram
(6230) Fram ist ein Asteroid des Hauptgürtels, der am 27. September 1984 von der tschechischen Astronomin Zdeňka Vávrová am Kleť-Observatorium (IAU-Code 046) bei Český Krumlov entdeckt wurde.
Der Asteroid gehört zur Hoffmeister-Familie, einer Gruppe von Asteroiden, die nach (1726) Hoffmeister benannt wurde.
Der Himmelskörper wurde am 29. Mai 2018 nach dem Forschungsschiff Fram benannt, das norwegische Polarforscher in den Jahren 1893 bis 1912 nutzten und das 1935 angelandet wurde.